# Národní park Širetoko
Národní park Širetoko (japonsky: 知床国立公園, Širetoko-kokuricukóen) se rozkládá na poloostrově Širetoko, úzkého hornatého výběžku na východě japonského ostrova Hokkaidó.

## Turismus
Jeden z nejodlehlejších regionů Japonska je přístupný pouze pěšky nebo lodí. Mezi nejznámější atrakce patří Pět jezer Širetoko (知床五湖 Širetoko-goko) na západním okraji parku, Vodopády Kamuiwakka (カムイワッカ湯の滝 Kamuiwakka-junotaki), Vodopády Ošinkošin (オシンコシンの滝 Ošinkošin-no-taki) a Průsmyk Širetoko (知床峠 Širetoko-tóge), ze kterého je vidět nejen sopka Rausu, ale i sporný ostrov Kunaširi kontrolovaný Ruskem.
Národní park je proslulý i největší medvědí populací v Japonsku. Místní medvědi jsou poměrně plaší, a tak turistům stačí nosit s sebou rolničky, které medvědy upozorní na přítomnost lidí.
Rozloha národního parku je 386 km².

## Světové dědictví
V roce 2005 byl poloostrov Širetoko zařazen na Seznam světového dědictví UNESCO.

## Galerie

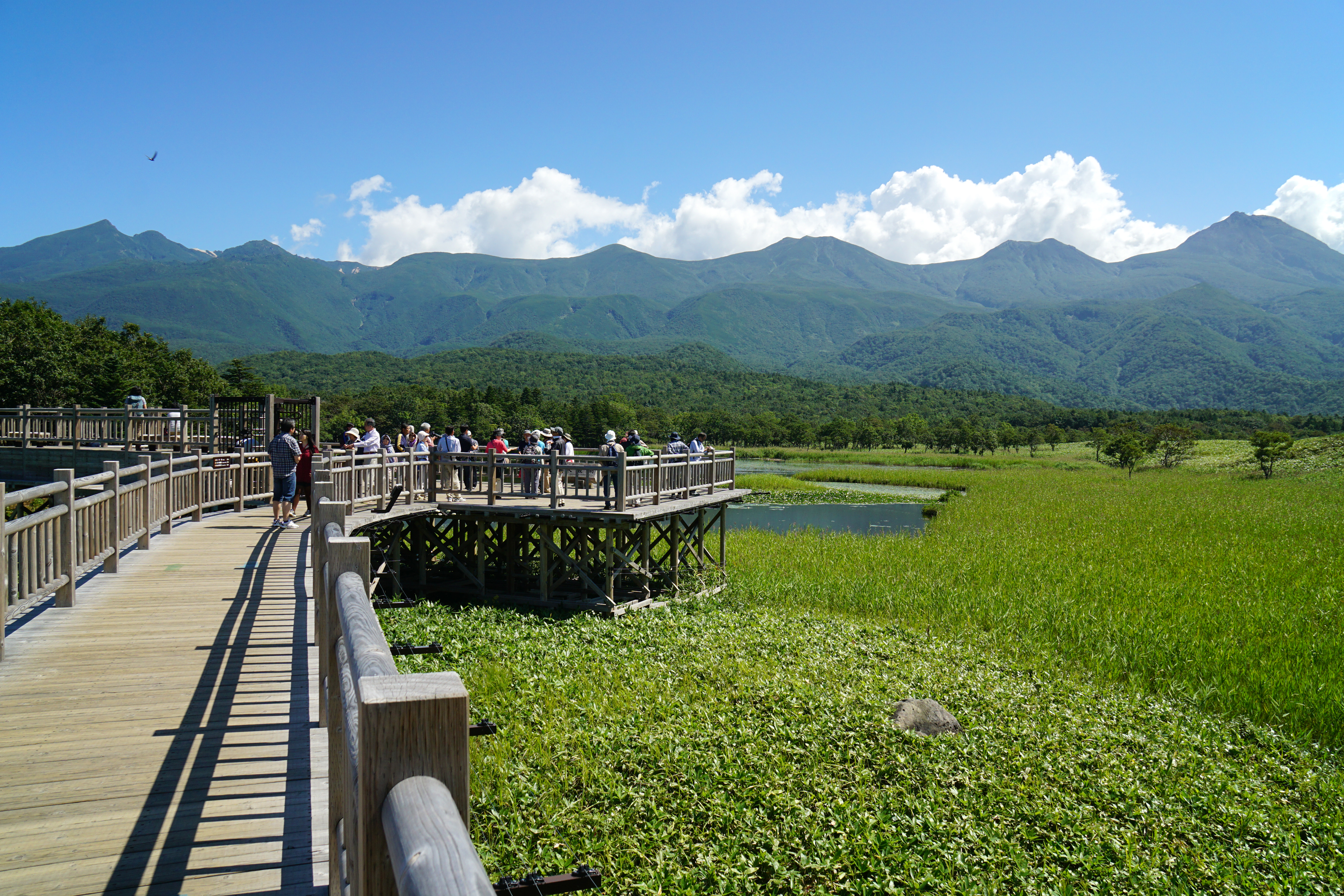
Turistický chodník v oblasti Pěti jezer
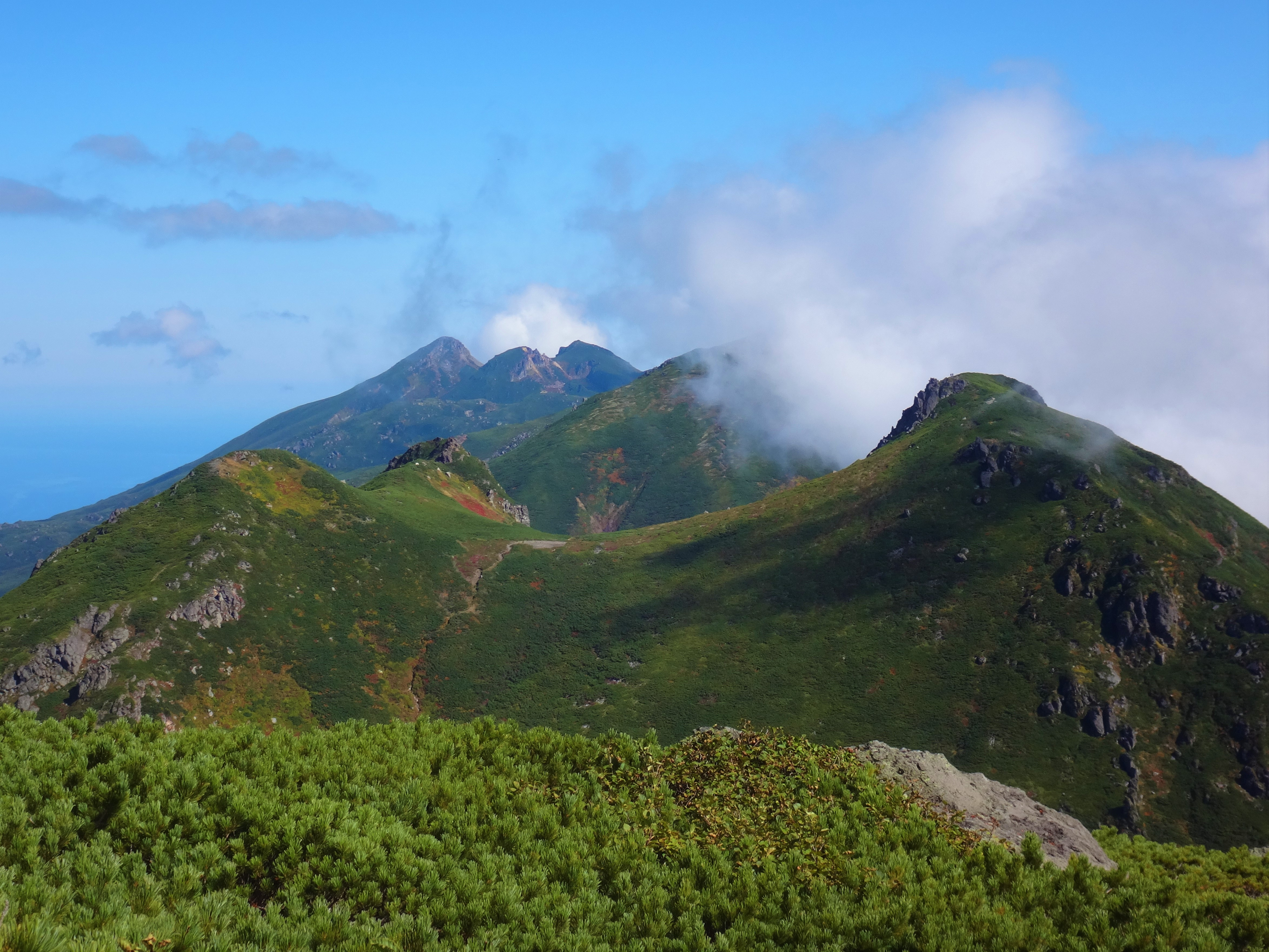
Stratovulkán Rausu (1661 m n. m.)
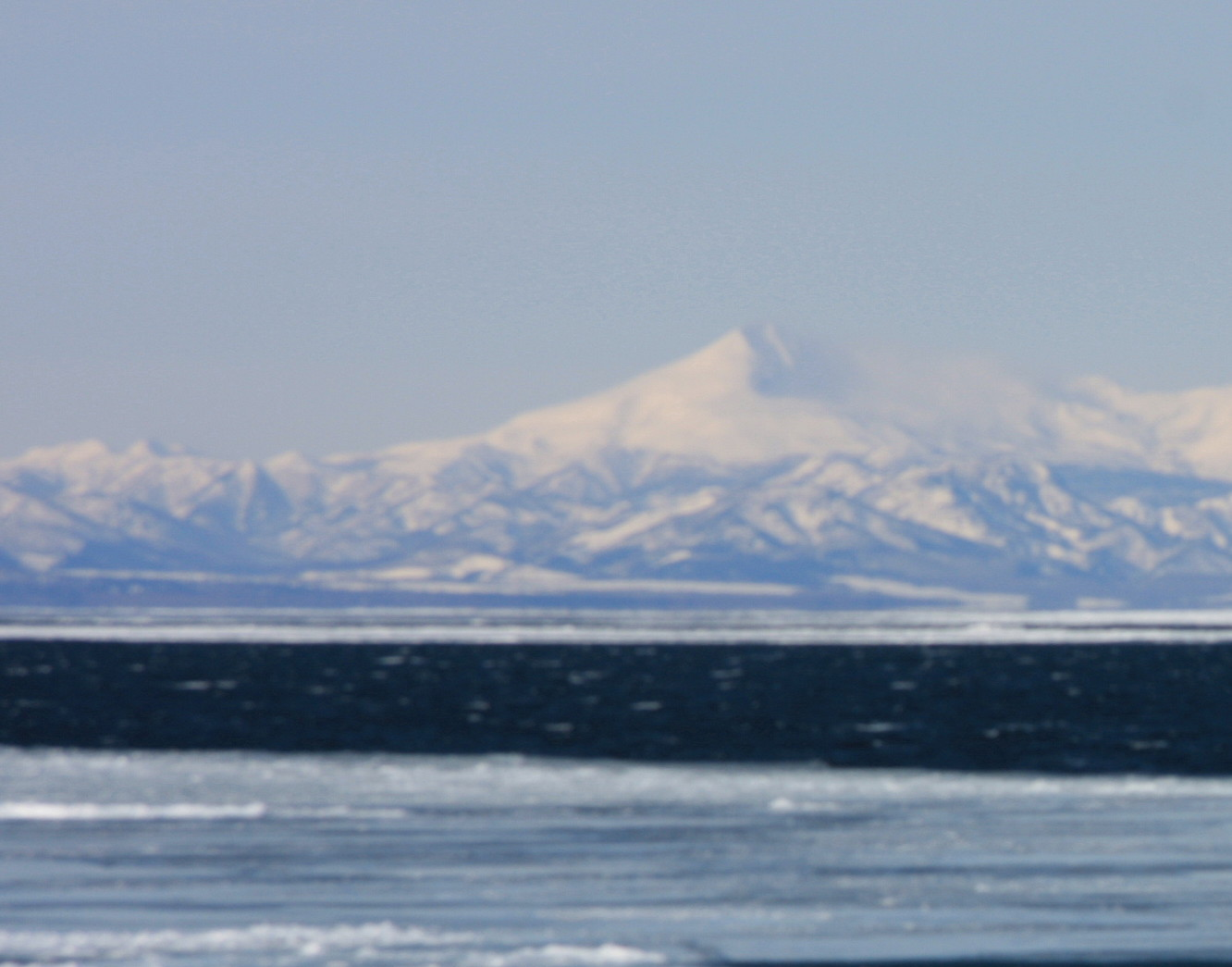
Čtvrtohorní vulkán Onnebetsu
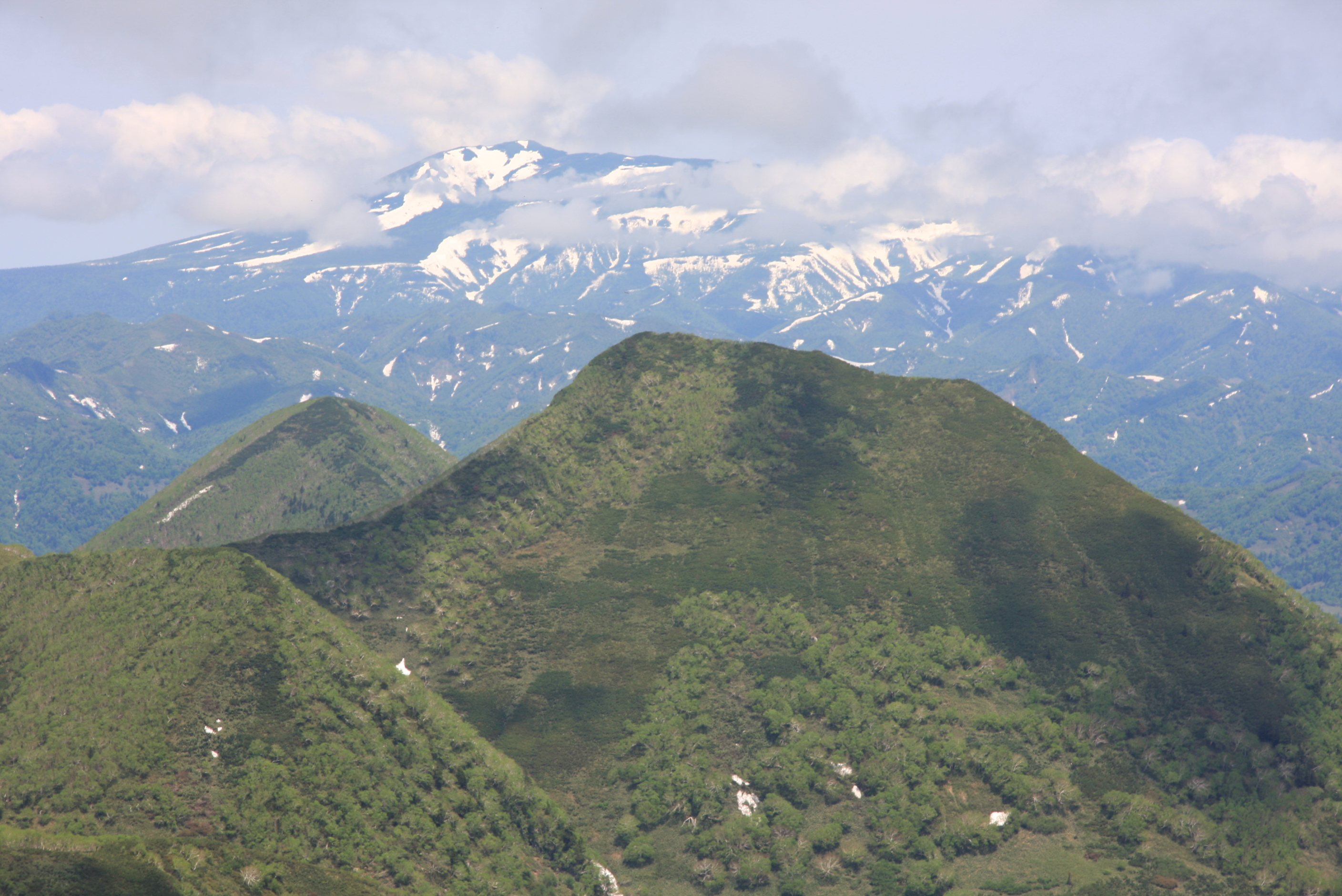
Vrchol  Unabetsu (1419 m n. m.)
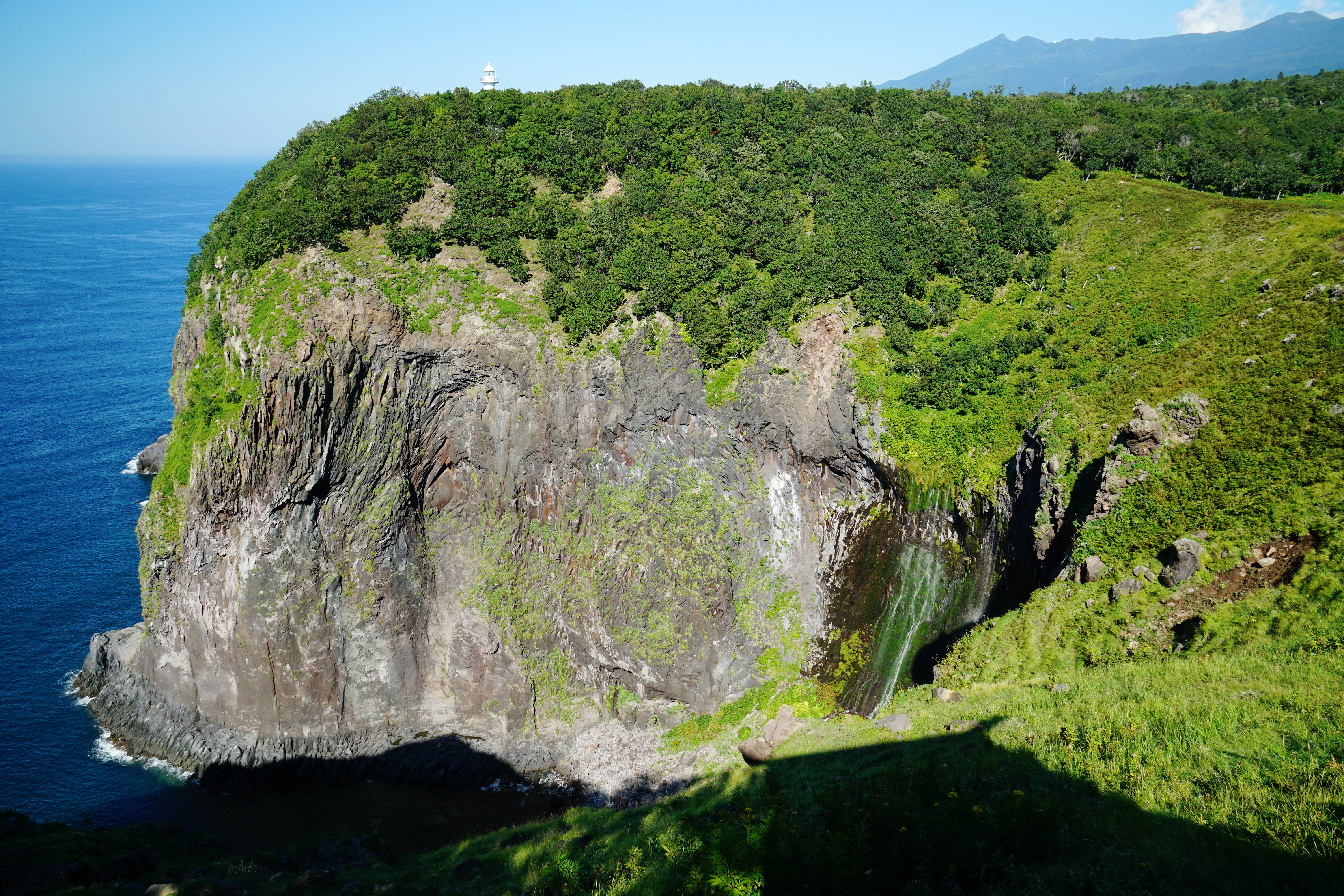
Vodopády Furepe